# حرب فونديه
حرب فونديه (بالفرنسية: Guerre de Vendée)‏ هو الاسم الذي يُطلق على الحرب الأهلية التي حدثت في غرب فرنسا، بين الجمهوريين (الملقبون ب "الزّرق") والملكيين ("البيض")، بين سنتي 1793 و 1796، أثناء الثورة الفرنسية.
راح ضحية الحرب أكثر من 200.000 شخص وتسببت في الكثير من الدمار.